# Alien 8
Alien 8 is een computerspel gemaakt door Tim Stamper en Chris Stamper van Ultimate Play the Game. Het spel werd in 1985 uitgebracht voor de Amstrad CPC, BBC Micro en de ZX Spectrum. Twee jaar later volgde een release voor de MSX-computer. Het is het vervolg op Knight Lore dat in 1984 werd uitgebracht.
Het spel speelt zich af in een ruimteschip op weg naar een verre planeet. Het doel van het spel is 24 ventielen te vinden voordat het schip zijn eindbestemming bereikt. Het schip telt vele kamers met objecten. In het ruimteschip zijn ook vijanden die vermeden moeten worden. 
In 2008 werd het spel voor Windows, Mac OS X en Linux uitgegeven.